# San José (Naranjo)
San José è un distretto della Costa Rica facente parte del cantone di Naranjo, nella provincia di Alajuela.